# 过之纲
过之纲（1890年—1957年3月）字羨五，安徽省颍州府蒙城县人，中華民国军事将领，先后隶属北京政府、国民軍、国民政府（国民革命軍），是馮玉祥手下的「十三太保」之一。

## 生平
中華民国成立之年1912年（民国元年），过之纲参加馮玉祥部，开始军事生涯。此後，在冯玉祥领导的第16混成旅任职。1917年（民国6年），过之纲和其他军官支持一時失势的冯玉祥复归，从事讨伐張勳的活动。1924年（民国13年）2月，过之纲任陸軍第11師步兵第22旅第44团团長。同年9月，升任陸軍少将。1925年（民国14年）3月，任暫編陸軍第1師步兵第2旅旅長，7月升为陸軍中将。1926年（民国15年），任護路司令。翌年，任国民革命軍第二集团軍軍官教導团团長。
北伐结束後的1928年（民国17年）8月，过之纲入陸軍大学特别班第1期学习。翌年10月，任国民革命軍第15軍軍長。其後，过之纲随馮玉祥参加反蒋介石战争，加入中原大战。冯玉祥敗北後，国民革命軍重編，过之纲喪失地位，失意之余在北平引退。後来，过之纲在陸軍大学復学，1931年（民国20年）10月毕业，但没有改变受到的冷遇。韓復榘一度聘其担任山東省政府顧問。1937年（民国26年）以后，过之纲在天津及北平隱居。
1957年3月，过之纲病逝。享年68岁。